# Budesonid

Strukturformel

Budesonid är en glukokortikoid som bland annat används som inhalationssteroid vid astma och KOL. Den minskar kraftfullt den astmatiska inflammationen i luftvägarna även om den exakta verkningsmekanismen inte är fastställd. Det kan ta flera veckor innan full effekt nås, men effekt kan märkas redan inom ett dygn. Vanligt dosområde för vuxna är 400-800 mikrogram dagligen, vanligen fördelat på flera doser. Högre dos ges vid förkylningar och andra luftvägsinfektioner.
Vid akuta försämringar av astman ges snabbverkande bronkodilaterare (Bricanyl, Ventolin m fl) eftersom inhalationssteroider inte hjälper tillräckligt snabbt. Däremot blir en tillfällig doshöjning av Pulmicort som regel aktuell vid försämrad astma. Vid kraftig försämring kan också orala steroider (Prednisolon) behövas.

## Biverkningar
Vanliga biverkningar är lokal irritation i halsen, heshet och svampinfektion i munhåla och svalg. Munsköljning efter varje inhalation minskar risken för dessa biverkningar. Andra biverkningar är ont i ryggen eller nacken, muskelvärk, luftvägsinfektion, depression, rastlöshet och framförallt hos barn, hyperaktivitet.
Barn som behandlas med budesonid eller liknande medel får genomgå regelbundna mätningar av längd, eftersom inhalationssteroider i vissa fall kan hämma längdtillväxten. I dessa fall måste riskerna med medicinen noga vägas mot riskerna att inte behandla den astmatiska inflammationen.

## Nedbrytning i kroppen
Nedbrytningen av budesonid i levern sker med hjälp av enzymet CYP3A4. Grapefrukt, som innehåller bergamottin, har en hämmande effekt på enzymet vilket gör att budesoniden inte bryts ner lika snabbt.